# You Gotta Have Love in Your Heart
"You Gotta Have Love in Your Heart" is de tweede single die door twee van de grootste groepen van Motown gezamenlijk uitgebracht werd, The Supremes & The Four Tops. Het nummer werd geschreven door Dino Fekaris en Nick Zesses, die ook nummers voor andere Motown groepen als Rare Earth en Meatloaf schreven. Het nummer was in tegenstelling tot zijn voorganger van de twee groepen samen, "River Deep Mountain High", niet zo succesvol als verwacht werd. Terwijl "River Deep Mountain High" de top 15 in de Verenigde Staten haalde, bereikte "You Gotta Have Love In Your Heart" niet eens de top 50. Wel haalde het #25 op de Britse poplijst.

## Bezetting
- Lead: Jean Terrell en Levi Stubbs
- Achtergrondzang: Mary Wilson, Cindy Birdsong, Abdul "Duke" Fakir, Lawrence Payton en Renaldo "Obie" Benson
- Instrumentatie: Lokale studiomuzikanten uit Los Angeles
- Schrijvers: Dino Fekaris en Nick Zesses
- Productie: Frank Wilson